# Grimstadbanen
Grimstadbanen var en jernbane mellem Grimstad og Rise Station i Aust-Agder i Norge. Den åbnede 14. september 1907 og blev nedlagt 1. september 1961.
Banen blev oprindeligt anlagt og drevet af private investorer under navnet Grimstad-Frolandbanen, men den blev overtaget af NSB i 1912. Banen var oprindeligt smalsporet med sporvidden 1067 mm, men den blev ombygget til normalspor med sporvidden 1435 mm i 1935. I Rise var der forbindelse til Arendalsbanen, der åbnede 23. november 1908.
Banen havde kun lidt trafik, og allerede i 1939 overvejede NSB at nedlægge den, men det blev dog først i 1961, at det skete. Dele af den gamle trace er efterfølgende ombygget til veje, herunder Fylkesvei 404, Fylkesvei 407 og Fylkesvei 408. Europavej E18 ligger også på en del af den gamle strækning. Flere andre dele er traceen findes også stadig, blandt andet langs med Rorevannet, hvor den er blevet til en gang- og cykelsti. De fleste bygninger er dog væk, men stationsbygningen i Rykene har overlevet som privatbolig. Rise Station er til gengæld stadig i funktion og betjenes af togene på Arendalsbanen.
Grimstadbanens arkiv befinder sig hos Kuben i Arendal. Arkivet stammer hovedsageligt fra perioden, hvor Grimstadbanen var privatejet. Arkivet omfatter, kopibøger, postjournaler, korrespondance, regnskaber og diverse andet. Desuden er det en udklipsbog med avisudklip fra årene før nedlæggelsen i 1961.